# Archichlora ambrimontis
Archichlora ambrimontis là một loài bướm đêm trong họ Geometridae.